# Мюллен, Клаус
Клаус Мюллен (Klaus Müllen, род. 2 января 1947 г., Кёльн, Германия) — немецкий химик. Эмерит-профессор, член Леопольдины (1999) и Европейской академии (2017).

## Биография
Окончил Кёльнский университет, где в 1966—1969 годах изучал химию.
Степень доктора философии по химии получил в Базельском университете в 1971(2?) году. Хабилитировался в Швейцарской высшей технической школе Цюриха в 1977 году, где перед тем являлся постдоком. С 1979 года профессор Кёльнского университета, с 1983(4?) г. — Майнцского университета. В 1989 году присоединился к Обществу Макса Планка в качестве директора Института исследования полимеров имени Макса Планка (Max Planck Institut für Polymerforschung).
В 1990 году приглашённый профессор Осакского университета, в 1998 году — Университета Ренн, в 2008 году — Университета Бордо. В 1997 году лектор имени Мелвилла в Кембридже.
В 2008—2009 гг. президент Общества немецких химиков.
В 2009 году приглашённый учёный Марсельского университета.
Член Американской академии искусств и наук (2013) и European Academy of Sciences (2015), член-корреспондент Вестфальской академии наук (2013) и Braunschweigische Wissenschaftliche Gesellschaft (2015).
Почётный член Израильского химического общества (2009).
Почётный профессор Китайской АН (2006) и её Института химии (2008).
Почётный доктор Софийского университета (2001), Технологического института Карлсруэ (2010), Шанхайского университета транспорта (2012) и Ульмского университета (2015). Среди его наград: премия Макса Планка (1993), Philip Morris Forschungspreis (1997), Kyoto University Foundation Award (2002), Science Award of the Stifterverband (2003), Nicolaus August Otto Award (2008), Tsungming-Tu-Preis (2011), ACS Award in Polymer Chemistry (2011), Adolf-von-Baeyer-Denkmünze (2013), Carl-Friedrich-Gauß-Medaille (2014), Hermann-Staudinger-Preis (2016) и Hamburger Wissenschaftspreis (2017), международная премия Менделеева (2023).
Имеет более 60 патентов, опубликовал более 1 700 работ, индекс Хирша — 125.